# Naughty by Nature (album)
Naughty by Nature — другий альбом гурту Naughty by Nature, випущений 3 вересня 1991 року на лейблі Tommy Boy Records . Період запису альбому припадає на листопад 1990 - серпень 1991 року. Він мав критичний і комерційний успіх, отримавши платиновий статус 6 лютого 1992 року, багато в чому завдяки хіт-синглу «OPP», що сягнув 6 місця в загальноамериканському чарті Billboard Hot 100 у 1991 році.
Зокрема, до альбому випущено ще 2 сингли «Everything's Gonna Be Alright» і «Uptown Anthem», обидва з яких були незначними хітами в чартах Billboard .
Стентон Свіхарт з AllMusic стверджує, що це був «найзаразливіший кросовер, що заполонив собою радіо простір восени 1991 року». Крім того, Свіхарт вважає Naughty by Nature «класикою і поп-музики, і репу», а також «альбомом, який обов’язковий для шанувальників репу Східного узбережжя».

## Трек-лист
1. «Yoke the Joker» – 5:13
2. "Wickedest Man Alive (feat. Queen Latifah)» – 4:21
3. «O.P.P.» – 4:31
4. «Everything's Gonna Be Alright[en]» – 4:51
5. «Let the Ho's Go» – 4:16
6. «Every Day All Day» – 5:41
7. «Guard Your Grill» – 5:02
8. «Pin the Tail on the Donkey» – 3:47
9. «1, 2, 3 (feat. Lakim Shabazz[en] and Apache[en])» – 4:44
10. «Strike a Nerve» – 6:22
11. «Rhyme'll Shine On (feat. Aphrodity)» – 3:56
12. «Thankx for Sleepwalking» – 5:26
13. "Uptown Anthem[en]" – 3:04

- "Everything's Gonna Be Alright" відомий як "Ghetto Bastard" у деяких нецензурованих виданнях.
- "Uptown Anthem" вперше з'явився в саундтреку Juice і не з'являвся на ранніх релізах альбому.
- «Pin the Tail on the Donkey» з’являється в саундтреку до Tony Hawk’s Pro Skater 2

## Семпли
"Yoke the Joker"
- «Synthetic Substitution[en]» Мелвіна Блісса

«Wickedest Man Alive»
- «Big Beat» Біллі Сквієра

"O.P.P"
- «ABC» від The Jackson 5
- "Oh Honey" від Delegation
- «Синтетична заміна» Мелвіна Блісса

"Everything's Gonna Be Alright"
- «Hihache» від Lafayette Afro Rock Band
- " I'll Take You There " Staple Singers
- «No Woman, No Cry» Боба Марлі

"Let the Ho's Go"
- «Bass (How Low Can You Go)» Саймона Гарріса
- «Pocahontas» Мейнарда Фергюсона
- «Take Me to the Mardi Gras[en]» Боба Джеймса

"Every Day All Day"
- «Pride and Vanity» від Ohio Prayers

«Guard Your Grill»
- «Funky Drummer» Джеймса Брауна

"1, 2, 3"
- «Candy Man» Квінсі Джонса
- «The Last Song» від Above the Law
- "It's Funky Enough" від The DOC

"Rhyme'll Shine On"
- " Devotion (Live)" від Earth, Wind & Fire
- «You'll Like It Too» від Funkadelic
- "For the Love of You" від Isley Brothers

"Thankx for Sleepwalking"
- «You Know My Name (Look Up the Number)» The Beatles

## Чарти
| Chart (1991)                           | Peak position |
| -------------------------------------- | ------------- |
| США Billboard 200                      | 16            |
| США Top R&B/Hip-Hop Albums (Billboard) | 10            |

| Chart (1991)                          | Position |
| ------------------------------------- | -------- |
| US Top R&B/Hip-Hop Albums (Billboard) | 94       |

| Chart (1992)                          | Position |
| ------------------------------------- | -------- |
| US Billboard 200                      | 47       |
| US Top R&B/Hip-Hop Albums (Billboard) | 62       |

### Сингли
| рік  | Пісня                           | Позиції на діаграмі | Позиції на діаграмі              | Позиції на діаграмі | Позиції на діаграмі                | Позиції на діаграмі       |
| рік  | Пісня                           | Billboard Hot 100   | Hot R&B/Hip-Hop Singles & Tracks | Hot Rap Singles     | Hot Dance Music/Maxi-Singles Sales | Hot Dance Music/Club Play |
| ---- | ------------------------------- | ------------------- | -------------------------------- | ------------------- | ---------------------------------- | ------------------------- |
| 1991 | "O.Р.Р."                        | 6                   | 5                                | 1                   | 1                                  | 7                         |
| 1992 | "Everything's Gonna Be Alright" | 53                  | 12                               | 9                   | 8                                  | -                         |
| 1992 | "Uptown Anthem"                 | -                   | 58                               | 27                  | 16                                 | -                         |